# スズキ自販徳島
株式会社スズキ自販徳島（スズキじはんとくしま、英文社名：SUZUKI JIHAN TOKUSHIMA CORPORATION Inc..）は、スズキの徳島県内における中核販売会社である。

## 沿革
- 1962年（昭和37年）7月 - 徳島スズキ自動車を設立[1]。
- 1974年（昭和49年）7月 - 香川スズキ自動車と合併しスズキ自販四国徳島支店となる。
- 1978年（昭和53年）4月 - スズキ自販四国より分離独立しスズキ自販徳島を設立。

## 営業所
- スズキアリーナ藍住：板野郡藍住町
- スズキアリーナ阿南：阿南市宝田町
- スズキアリーナ石井：名西郡石井町
- スズキアリーナ鴨島：吉野川市鴨島町
- スズキアリーナ徳島北：徳島市住吉
- スズキアリーナ徳島南：徳島市論田町
- スズキアリーナ鳴門/鳴門中古車センター：鳴門市大津町吉永
- 徳島西中古車センター：徳島市国府町井戸
- 論田中古車センター：徳島市大原町